# Paul Ammann

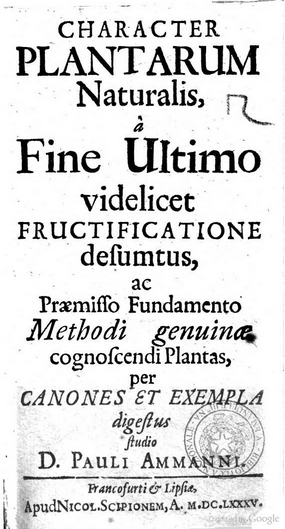
Paul Ammann: Titelblatt einer Publikation von 1685

Paul Ammann (* 31. August 1634 in Breslau; † 4. Februar 1691 in Leipzig) war ein deutscher Mediziner und Botaniker.

## Leben und Wirken
Ammann studierte zunächst Medizin an der Universität Leipzig, bevor er Reisen nach den Niederlanden und England unternahm. Nach seiner Rückkehr wurde er 1672 in Leipzig zum Dr. med. promoviert. 1674 wurde er in Leipzig Professor für Botanik und schließlich 1682 für Physiologie. Am 27. April 1664 wurde Paul Ammann mit dem Beinamen Dryander I. als Mitglied (Matrikel-Nr. 28) in die Academia Naturae Curiosorum, die heutige Deutsche Akademie der Naturforscher Leopoldina, aufgenommen.
Ammann war Direktor des Botanischen Gartens der Universität Leipzig, der zu seiner Zeit als schönster in Deutschland galt. Zudem beteiligte er sich auch an den organisatorischen Aufgaben der Leipziger Hochschule und war in den Wintersemester 1668, 1684 Rektor der Alma Mater. Mit scharfsinnigem Geist ausgestattet, neigte er zu boshaft satirischer Kritik und hatte die Begabung, Schwächen anderer ohne Hemmung aufzudecken. In seinem "Character plantarum naturalis" gab er erstmals Diagnosen für Pflanzengattungen, wobei er hier die Frucht als wesentliches Merkmal benutze. Dessen ungeachtet kann er als Vorgänger Linnes betrachtet werden. Sein Sohn, Johann Ammann, war ebenfalls Botaniker und beschrieb mehrere Pflanzengattungen.
Unter seinen Schriften ist insbesondere die Flora von Leipzig erwähnenswert, die 1675 unter dem Titel Supellex Botanica, hoc est: Enumeratio Plantarum, Quae non solum in Horto Medico Academiae Lipsiensis, sedetiam in aliis circa Urbem Viridariis, Pratis ac Sylvis &c. progerminare solent: cui Brevis accessit ad Materiam Medicam in usum Philiatrorum Manuductio erschien.

## Ehrungen
William Houstoun benannte ihm zu Ehren die Gattung Ammannia der Pflanzenfamilie der Lythraceae (Lythraceae). Carl von Linné übernahm später diesen Namen.

## Schriften
- Medicina Critica (1670)
- Paraenesis ad Docentes occupata circa Institutionum Medicarum Emendationem (1673)
- Supellex Botanica, hoc est: Enumeratio Plantarum, Quae non solum in Horto Medico Academiae Lipsiensis, sedetiam in aliis circa Urbem Viridariis, Pratis ac Sylvis &c. progerminare solent: cui Brevis accessit ad Materiam Medicam in usum Philiatrorum Manuductio (1675)
- Character Naturalis Plantarum (1676)
- Irenicum Numae Pompilii cum Hippocrate (1689)